# Bolesław Marczak
Bolesław Marczak (właśc. Bolesław Martiuk; ur. 2 maja 1919 w Monasterzyskach, zm. 9 marca 1995) – pułkownik, uczestnik II wojny światowej w szeregach Armii Czerwonej i Ludowego Wojska Polskiego, funkcjonariusz aparatu bezpieczeństwa PRL.

## Życiorys
Był synem Jana i Heleny Martiuków. Ukończył liceum w Czortkowie.
W maju 1941 zmobilizowany do Armii Czerwonej w 21 Korpusie Pancernym. Walczył m.in. w obronie Moskwy, gdzie został ranny. W maju 1943 wstąpił do 1 Dywizji Piechoty im. T. Kościuszki, w której został kapralem i w której służył w samodzielnej kompanii łączności. Uczestniczył w bitwie pod Lenino.
W 1944 skończył kurs NKWD w Kujbyszewie. 18 sierpnia 1944 skierowany do pracy w aparacie bezpieczeństwa, został kierownikiem Sekcji VII (śledczej) Wojewódzkiego Urzędu Bezpieczeństwa Publicznego w Rzeszowie. W latach 1944–1948 uczestniczył w walkach ze zbrojnym podziemiem i „bandami” UPA. W styczniu 1945 skierowany wraz z Grupą Operacyjną do województwa krakowskiego. 16 czerwca 1945 został szefem PUBP w Miechowie (do 10 września). Od 12 listopada zastępca naczelnika, a od 1 stycznia 1946 naczelnik Wydziału IV WUBP w Krakowie. Od 1 września 1946 naczelnik Wydziału III tego urzędu. Od 1 grudnia 1947 do 14 grudnia 1949 naczelnik Wydziału III WUBP w Kielcach. Następnie pracował w Departamencie III MBP/MSW. Od 25 kwietnia 1965 do 31 sierpnia 1967 zastępca dyrektora Departamentu II MSW. W 1975 przeniesiony do rezerwy.
Odznaczony Srebrnym Krzyżem Zasługi i Krzyżem Kawalerskim Orderu Odrodzenia Polski (1946), a także Orderem Krzyża Grunwaldu III klasy, Krzyżem Komandorskim i Krzyżem Oficerskim Orderu Odrodzenia Polski, Krzyżem Walecznych oraz innymi odznaczeniami polskimi i radzieckimi. W 1985 został wyróżniony wpisem do Honorowej Księgi Czynów Żołnierskich.
Absolwent Wydziału Prawa Uniwersytetu Warszawskiego.